# Theridion longipedatum
Theridion longipedatum là một loài nhện trong họ Theridiidae.
Loài này thuộc chi Theridion. Theridion longipedatum được Carl Friedrich Roewer miêu tả năm 1942.